# Tröllkonuhlaup
De Tröllkonuhlaup (Trollenvrouwensprong) is een waterval in het zuidwesten van IJsland, en ligt in de Þjórsá omgeven door het Merkurhraun lavaveld. Ten westen ervan ligt de heuvel Búrfell, en het oostelijk van de waterval ligt op slechts een paar kilometer afstand de nog steeds actieve vulkaan Hekla. De waterval ligt niet ver van de  gravelweg nummer 26. Ongeveer 3 kilometer stroomafwaarts ligt de Þjófafoss.

## Naamgeving
De waterval dankt haar naam aan een IJslands volksverhaal. Een kilometer of 10 ten zuiden van de waterval ligt de boerderij Læakjarbotnar, waar ooit een zekere Gissur woonde. Vanaf de berg Búrfell hoorde hij eens een stem van een trollenvrouw, die zei: Zus, leen me een ketel, en van de Bjólfell hoorde hij de wedervraag: Waar heb je die voor nodig? Om een man in te koken! Wie is hij? Van Búrfell kwam het onheilspellende antwoord: Gissur van Lækjarbotnar. De trollenvrouw gebruikte de rotsen in de Þjórsá ter hoogte van de Tröllkonuhlaup als stapstenen om de rivier over te steken in haar pogingen Gissur te vangen. Uiteindelijk wist Gissur te ontkomen.